# 하르다프주

하르다프 주의 위치

하르다프주(영어: Hardap)는 나미비아 남부에 위치한 주로, 주도는 마리엔탈이며 면적은 109,888km2, 인구는 67,998명(2001년 기준)이다. 북서쪽으로는 에롱고주, 북쪽으로는 호마스주, 북동쪽으로는 오마헤케주와 보츠와나 칼라가디구, 남쪽으로는 카라스주, 남동쪽으로는 남아프리카 공화국 노던케이프주와 접하며 6개 선거구로 나뉜다.